# Красный Дол (Алтайский край)
Красный Дол — упразднённый посёлок в Немецком национальном районе Алтайского края. На момент упразднения входил в состав Новоильинского сельсовета Хабарского района. Упразднен в 1987 г.

## География
Посёлок располагался в 3 км к юго-западу от села Протасово.

## История
Основан в 1909 году, немцами переселенцами из Причерноморья. До 1917 года братско-менонитское село Орловской волости Барнаульского уезда Томской губернии. После революции центр Краснодольского сельсовета. В 1931 г. организован колхоз им. Энгельса. С 1953 г. отделение укрупненного колхоза им. Энгельса. Жители переселены в село Протасово.

## Население[2]
| год     | 1911 | 1926 | 1980 |
| ------- | ---- | ---- | ---- |
| человек | 177  | 267  | 30   |